# 拉德布扎河

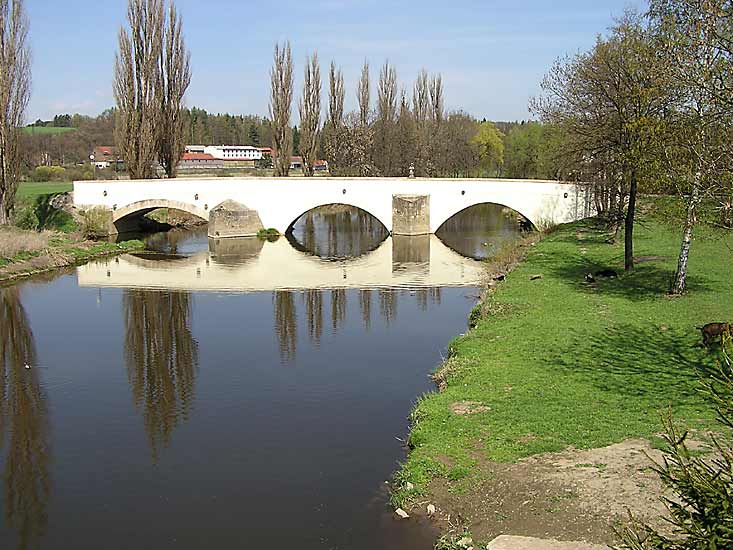

拉德布扎河是捷克的河流，屬於姆熱河的左支流，河道全長110公里，流域面積2,182平方公里，發源自多馬日利采附近，最終在皮爾森注入姆熱河。

## 外部連結
- Information at the Water Management Institute